# Lim Jeong-soo
Lim Jeong-soo (* 19. Dezember 1980) ist ein südkoreanischer Fußballschiedsrichter. Er ist seit 2015 K-League-Schiedsrichter und pfeift Spiele der K League Classic und der K League Challenge.